# Medaile skautské vděčnosti
Medaile skautské vděčnosti je spolkové vyznamenání, udělované organizací Junák – český skaut.

## Statut – Medaile skautské vděčnosti

### Historie a způsob zřízení
Původní Řád skautské vděčnosti byl zřízen 1. prosince 1968 Ústřední radou Československého junáka jako projev hluboké vděčnosti za pomoc skautskému hnutí rodinným příslušníkům skautů a neskautům. Statut byl změněn v roce 2003 rozhodnutím Náčelnictva Junáka na Medaili skautské vděčnosti.

### Schvalovací postup
- Předkladatel návrhu: Organizační jednotka, nebo Ústřední orgány Junáka
- Schvalovatel návrhu: Výkonná rada Junáka jako celek
- Udělovatel vyznamenání: Starosta Junáka

### Udělení
- Občanům České republiky neregistrovaným v Junáku a veřejným činitelům za významnou pomoc poskytnutou skautskému hnutí.
- Životním partnerům a rodičům skautských činovnic a činovníků, kteří svou obětavostí a porozuměním umožňovali jejich práci ve skautském hnutí.
- Členům zahraničních i českých skautských organizací mimo organizaci Junák a osobám, které se zvlášť zasloužily o vzájemnou spolupráci mezi partnerskými organizacemi a o mezinárodní porozumění.

### Popis
Insignii tvoří jednostranná medaile z kovu ve tvaru dvou lidských dlaní, držících srdce, na kterém je položena stylizovaná lilie. Výška 45 mm, šířka 38 mm, síla 6 mm. Stuha široká 38 mm Šedo-modro-šedo-modro-šedo-modro-šedá v poměru 11:1:5:4:5:1:11. Stužka barevně odpovídá stuze a má rozměry 38 x 10 mm. Dnes již zrušený Řád skautské vděčnosti existoval ve dvou variantách. Skautský a civilní stupeň. Civilní stupeň se lišil od skautského tím, že ve stužce spojující lilii byly umístěny tři rubíny.

## Vybraní nositelé Medaile, či Řádu skautské vděčnosti
- Josef Bečvář, armádní generál Armády ČR[3]
- Martin Baxa, primátor Plzně, ministr kultury ČR[4]
- Felix Kolmer, český vědec, vězeň koncentračních táborů[5][6]
- Profesor Jaroslav Puchýř, ředitel gymnázia (1990 in memoriam)[7]
- Vladimír Novák, člen Svojsíkova oddílu[8]
- P. Josef Tichý, SJ (1930–2018), katolický kněz[9]
- Zdeněk Zelený (1924–2018), zakladatel skautských oddílů[10]
- Mečislav Borák, historik, spisovatel[11]
- Jiří Zachariáš, spisovatel, spoluzakladatel Svazu skautů a skautek České republiky.[12]
- Kateřina Ronovská, česká právnička a profesorka práva[13]
- Adam Procházka, ředitel Domu kultury Hodonín[14]
- Jaroslav Čvančara (1948), český spisovatel, publicista, kapelník skupiny Taxmeni[15]
- Jiří Stegbauer (1949–2021), český básník, novinář[15]
- Ing. Martin Košťál, starosta Lanškrouna[16]
- Ing. Pavel Steinbauer, starosta TJ Sokol Praha Krč[17]
- profesor Ing. Zdeněk Šandera (1923–2004)[18]
- Jaroslav Martinů, starosta Poličky[19]
- MUDr. Jan Jelínek (1931–1998), farmakolog a biolog[20]
- Wieslav Janicky, polský kytarista[21]
- RNDr. Jiří Grygar, CSc., astronom a astrofyzik[22]
- Radko Trohař (1932–2021), šermířský mistr, VŠ pedagog[23]
- Ing. Miroslav Uchytil, starosta města Chlumec nad Cidlinou[24]
- PhDr. Miloš Vraspír, předseda Klubu skautských sběratelů Junáka[25]